# Hermann Wopfner
Hermann Wopfner (* 21. Mai 1876 in Innsbruck; † 10. Mai 1963 in Natters) war ein österreichischer Historiker und Volkskundler.

## Werdegang
Wopfner studierte Geschichte, Rechtswissenschaften und Geographie in Innsbruck, Wien, Tübingen und Leipzig. 1900 promovierte er mit einer Dissertation über den deutschen Bauernkrieg der Jahre 1525 und 1526. Vier Jahre später habilitierte er in Wirtschaftsgeschichte und nach weiteren zwei Jahren in österreichische Geschichte. Er befasste sich mit den Rechtswissenschaften und promovierte 1909 in Tübingen zum Dr. jur. mit einer Dissertation über die Erbleihe in Deutschtirol im Mittelalter.
Bereits ein Jahr zuvor 1908 wurde er zum außerordentlichen Professor an die Universität Innsbruck berufen, wo er 1914 den Lehrstuhl (Ordinarius) für österreichische Geschichte und allgemeine Wirtschaftsgeschichte besetzte und dessen Rektor er 1928 und 1929 wurde.
1921 begründete er in Innsbruck die landesgeschichtliche Zeitschrift Tiroler Heimat, die eine markant deutschnationale Orientierung aufwies. 1923 rief er das Institut für geschichtliche Siedlungs- und Heimatkunde der Alpenländer an der Philosophischen Fakultät der Innsbrucker Universität ins Leben. 1929 wurde er zum geschäftsführenden Vorsitzenden des „Atlas der deutschen Volkskunde (ADV) in Österreich“ ernannt.
Das Institut für Volkskunde leitete er bis 1938 sowie nach dem Zweiten Weltkrieg von 1945 bis 1949.
Der römisch-katholische Wopfner war Ehrenmitglied der Österreichischen Akademie der Wissenschaften  und erhielt 1956 das Ehrendoktorat der Universität Innsbruck.

## Sonstiges
Der ältere Sohn seiner Schwester Anna war der österreichische Bundeskanzler Kurt Schuschnigg.

## Schriften
- Beiträge zur Geschichte der freien bäuerlichen Erbleihe Deutschtirols im Mittelalter (= Untersuchungen zur Deutschen Staats- und Rechtsgeschichte. Heft 67). Breslau 1903 (Dissertation, Universität Tübingen, 1909).
- Das Tiroler Freistiftrecht. Ein Beitrag zur Geschichte des bäuerlichen Besitzrechtes. Innsbruck 1905.
- Das Almendregal des Tiroler Landesfürsten (= Forschungen zur inneren Geschichte Österreichs. Nr. 3). Innsbruck 1906.
- Die Lage Tirols zu Ausgang des Mittelalters und die Ursachen des Bauernkrieges (= Abhandlungen zur Mittleren und neueren Geschichte. Nr. 4). Berlin 1908.
- Quellen zur Geschichte des Bauernkrieges in Deutschtirol 1525 (= Acta Tirolensia. Band 3). Innsbruck: Wagner 1908. Nachdruck Aalen, Scientia 1984.
- Urkunden zur deutschen Agrargeschichte. Die ältere deutsche Agrargeschichte bis zum Ausgang der fränkischen Zeit. Stuttgart 1925.
- Bergbauernbuch. Von Arbeit und Leben des Tiroler Bergbauern in Vergangenheit und Gegenwart (= Schlern-Schriften. Bd. 296–298). Hrsg. v. Nikolaus Grass. Innsbruck 1995.